# Kurrajong Heights
Kurrajong Heights – miasto w Australii, w stanie Nowa Południowa Walia.